# Знаменское благочиние

Знаменское благочиние (Знаменский благочиннический округ) — благочиние Московской епархии Русской православной церкви, включающее храмы в районах Молжаниновский, Левобережный, Ховрино, Западное Дегунино, Дмитровский, Восточное Дегунино, Бескудниковский, Головинский Северного административного округа Москвы. Благочиние содержит 21 храм (из них 2 домовых) и 3 часовни.
Образовано 27 декабря 2011 года в пределах Северного административного округа города Москвы.

## Храмы благочиния
- Храм благоверных князей Бориса и Глеба в Дегунине
  - Храм великомученика и целителя Пантелеимона ФГУ Федеральное бюро медико-социальной экспертизы (приписной)
  - Храм преподобного Серафима Саровского при НИИ Педиатрии и Детской Хирургии (домовый, приписной)
  - Часовня великомученика и целителя Пантелеимона при Хосписе № 2 (приписная)
- Храм Рождества Христова в Черкизове
- Храм святого Луки, архиепископа Симферопольского и Крымского
- Храм иконы Божией Матери «Знамение» в Аксиньине
- Храм Иоанна Кронштадтского в Головине
  - Часовня Казанской иконы Божией Матери бывшего Казанского Головинского монастыря (приписная)
- Храм иконы Божией Матери «Знамение» в Ховрине
- Храм святителя Иннокентия Московского в Бескудникове
- Храм благоверного князя Андрея Боголюбского в Бескудникове
- Храм святых бессеребрянников Космы и Дамиана в Космодемьянском
  - Храм иконы Божией Матери «Живоносный Источник» в пансионате для ветеранов труда № 1 (домовый, приписной)
  - Храм великомученика Георгия Победоносца при Филиале № 2 ЦВКГ № 3 имени Вишневского Минобороны России (приписной)
  - Храм–часовня равноапостольного князя Владимира на Химкинском кладбище (приписная)
- Храм преподобного Сергия Радонежского в Бусинове
- Храм блаженной Матроны Московской в Дмитровском
  - Часовня святого праведного Иоанна Кронштадтского при Городской больнице № 81 (домовая, приписная)
- Храм преподобного Серафима Саровского в Дубках
- Храм священномученика Петра, митрополита Крутицкого в Бескудникове
- Храм иконы Божией Матери «Утоли мои печали» в Дмитровском
- Храм Рождества Пресвятой Богородицы в Молжанинове
- Храм Двенадцати апостолов в Ховрине